# Emmanuel Clottey
Emmanuel Atukwei Clottey (ur. 30 sierpnia 1987 w Akrze) – piłkarz ghański grający na pozycji napastnika.

## Kariera klubowa
Swoją karierę piłkarską Clottey rozpoczął w klubie Great Olympics. Zadebiutował w nim w 2004 roku w ghańskiej Premier League. W 2007 roku został wypożyczony do Wackeru Innsbruck, a w 2008 roku do Odense Boldklub, w którym nie wystąpił ani razu. W 2009 roku grał w Sekondi Eleven Wise FC, a w 2010 roku w Tema Youth. Z kolei w latach 2010–2011 był zawodnikiem Berekum Chelsea, z którym wywalczył mistrzostwo Ghany w sezonie 2010/2011.
Na początku 2012 roku Clottey został zawodnikiem klubu Espérance Tunis. Swój debiut w nim zaliczył 23 września 2012 w wygranym 4:1 domowym meczu z AS Gabès. W 2012 roku wywalczył z Espérance mistrzostwo Tunezji. W 2013 roku był wypożyczony do Al Dhafra Club. Następnie grał w Asante Kotoko SC, Al-Muharraq SC i Yalova SK.

## Kariera reprezentacyjna
W reprezentacji Ghany Clottey zadebiutował w 2010 roku. W 2013 roku został powołany do kadry na Puchar Narodów Afryki 2013.